# Mercatale in Val di Pesa
Mercatale in Val di Pesa ist ein italienisches Dorf und ein Ortsteil (Fraktion, italienisch frazione), der sich in der Gemeinde San Casciano in Val di Pesa in der Metropolitanstadt Florenz befindet.

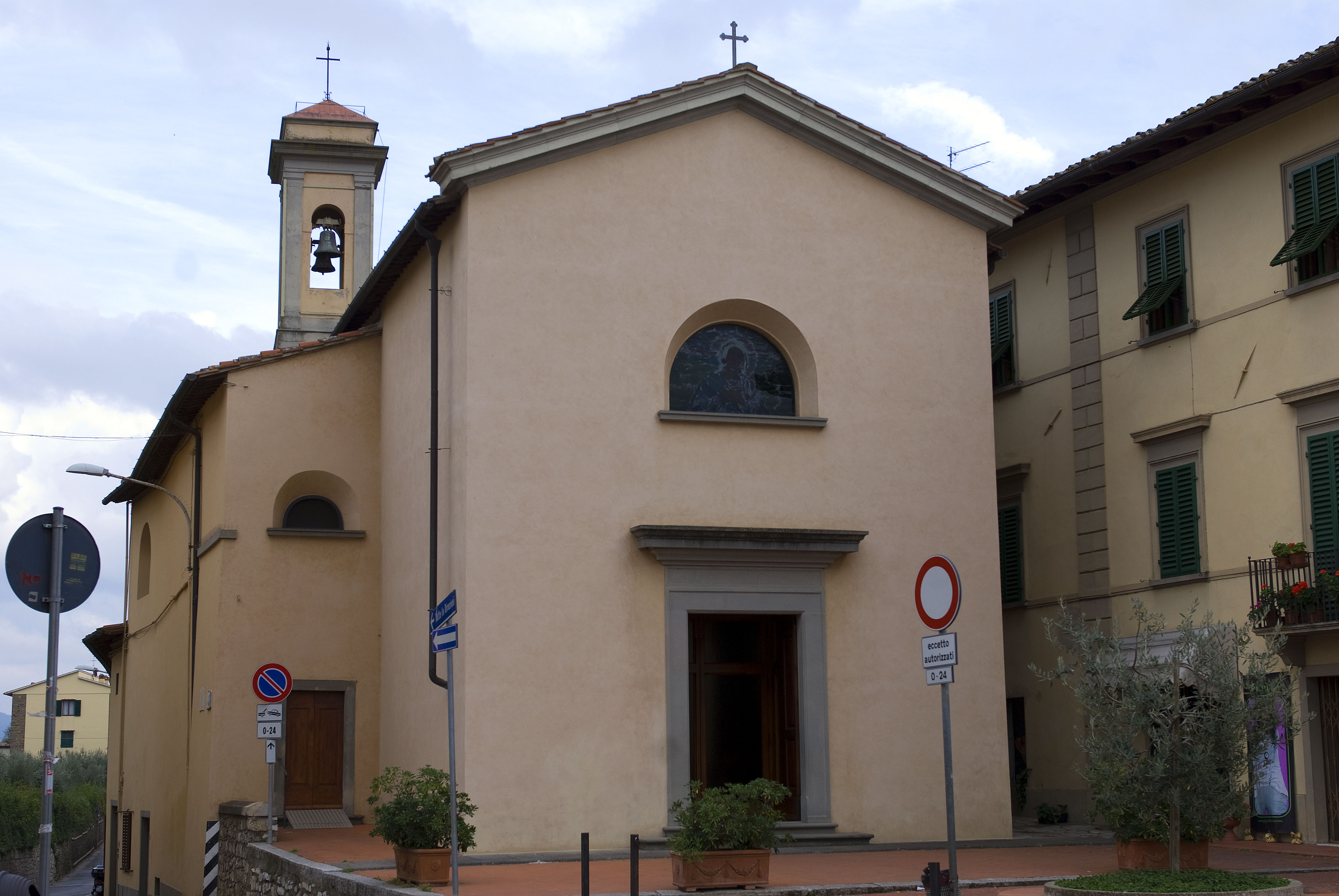
Die Kirche Chiesa di Santa Maria im Ortskern von Mercatale in Val di Pesa

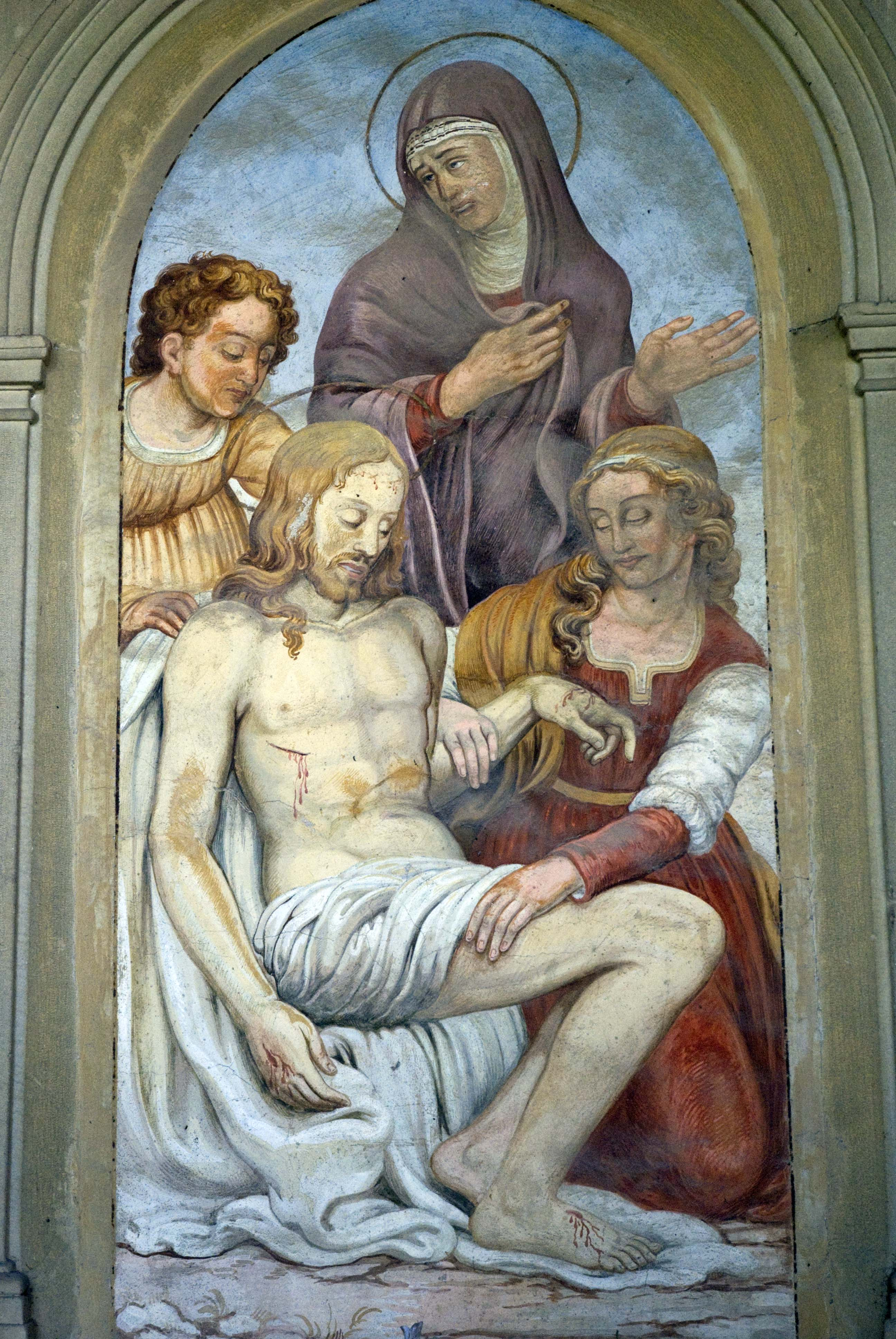
Tabernacolo degli Strozzi (La Pietà) von Agnolo Bronzino in der Cappella dello Strozzo

## Geografie
Mercatale (früher auch Mercatale dei Campoli oder Mercatale di Campoli genannt) liegt etwa 20 km südlich von Florenz und 5 km südöstlich von San Casciano in Val di Pesa. Es ist der wichtigste und einwohnerstärkste Ortsteil der Gemeinde, in dem 2001 etwas mehr als 2000 Bewohner lebten. Der Ort liegt bei 293 m s.l.m. zwischen dem Pesatal und dem Grevetal im Gebiet Chianti Fiorentino auf dem Weg von San Casciano in Val di Pesa nach Greve in Chianti.

## Geschichte
Der Ursprung des Dorfes ist mit der spätmittelalterlichen Entwicklung einiger Orte (meist Burgen) verbunden, die sich in der Nähe von Wegen befanden, auf denen der Handelsverkehr der Landbevölkerung stattfand. Hier diente Mercatale als Markt- und Handelsplatz. Dieser Ursprung wird nicht nur vom Namen des Dorfes ("Mercatale" kommt aus dem italienischen Wort mercato – Markt), sondern auch von der Trapezform des Hauptplatzes bestätigt, die sich in der Vergangenheit für Märkte sehr gut eignete. Eine ähnliche Struktur kann man auch im benachbarten Dorf Greve in Chianti bemerken, das aus dem Markt „Montefioralle“ (damals Monte Ficalle oder Mercatale di Greve) entstand.
Das Dorf entstand auf Initiative des Verwalters des Schlosses Montecampolese (früher Monte Falco genannt), der einen öffentlichen Platz an einer Stätte bauen ließ, die als Beccamorto (Totengräber) bekannt war. Das Schloss Monte Campolese wurde bereits 1379 als ghibellinisches Schloss geführt. Mercatale wird auch in der zwischen 1367 und 1370 von Donato Velluti verfassten Chronik oft erwähnt. In den folgenden Jahrhunderten verursachte der Bevölkerungsanstieg das endgültige Verlassen des ursprünglichen hügeligen Ortes Montecampolese.
1594 wurde die Kapelle Oratorio della Compagnia del Sacramento, die heutige Chiesa di Santa Maria, auf dem Marktplatz gebaut. Sie wurde 1786 Gemeindekirche und 1964 letztmals restauriert. Auf der linken Seite der Kirche steht die Villa Nunzi, die die Familie Strozzi bauen ließ. Sie besteht aus einer Trapezstruktur mit zwei symmetrischen Türmchen. In den achtzigern Jahren bekam Mercatale den Beinamen Piccola Russia („Kleines Russland“), weil fast die ganze Bevölkerung der Kommunistischen Partei Italiens (PCI) beitrat.
In Mercatale wurde der im 18. Jahrhundert lebenden Abenteurer Giuliano Dami geboren, der ein Liebhaber des Großherzogs Gian Gastone de’ Medici war. Das Dorf ist auch bekannt, weil dort Pietro Pacciani (siehe Hauptartikel Monster von Florenz) lebte, der angeklagt wurde, mehrere Menschen getötet zu haben.

## Sehenswürdigkeiten
- Cappella dello Strozzo, auch Tabernacolo degli Strozzi genannt, enthält von Agnolo Bronzino das Fresko La Pietà[3]
- Castello il Palagio, bereits 1252 erwähnte Burg[1]
- Chiesa dei Cappuccini, enthält die Terrakotta-Figur Adorazione del Bambino von Andrea Della Robbia[3]
- Chiesa di Sant’Andrea a Luiano, romanische Kirche aus dem 12. Jahrhundert[3]
- Chiesa di Santa Maria, Kirche am Hauptplatz
- Pieve di Santo Stefano a Campoli, bereits im Jahr 903 durch die Abtei Abbazia di San Michele Arcangelo in Badia a Passignano (ist heute Ortsteil von Barberino Tavarnelle) erwähnte Pieve[9]
- Villa le Corti, Villa der Corsini-Familie aus dem 16. Jahrhundert[3]
- Villa Nunzi, durch die Familie Strozzi entstandene Villa